# Rezerwat przyrody Las Minikowski
Rezerwat przyrody Las Minikowski – rezerwat leśny o powierzchni 45,19 ha, położony w województwie kujawsko-pomorskim, powiecie nakielskim, gminie Nakło nad Notecią.
Obszar rezerwatu podlega ochronie czynnej.

## Lokalizacja
Pod względem fizycznogeograficznym rezerwat znajduje się na styku mezoregionów Pojezierze Krajeńskie (314.69) i Kotlina Toruńska (315.25). 
Zajmuje on północne zbocze Pradoliny Toruńsko-Eberswaldzkiej o interesującej rzeźbie terenu.
Znajduje się ok. 700 m na południe od drogi krajowej nr 10, między miejscowościami Ślesin i Minikowo.
Rezerwat jest położony w obrębie korytarza ekologicznego włączonego do sieci Natura 2000: Doliny Noteci (OZW).

## Charakterystyka
Rezerwat chroni wielogatunkowy las liściasty o charakterze grądu. W jego drzewostanie o naturalnej, kilkuwarstwowej strukturze znajdują się pomnikowe okazy dębu i lipy. Bogate runo jest szczególnie atrakcyjne wiosną w porze kwitnienia wielu gatunków takich jak: zawilce – gajowy i żółty, przylaszczka pospolita, ziarnopłon wiosenny, groszek wiosenny. Dodatkową atrakcją są egzemplarze bluszczu oraz okazały głaz narzutowy.

## Szlak rezerwatów
Wzdłuż Pradoliny Toruńsko-Eberswaldzkiej, a zwłaszcza jej północnej krawędzi, między Bydgoszczą a Wyrzyskiem znajduje się ciąg rezerwatów nadnoteckich. Począwszy od Bydgoszczy, można zwiedzić następujące rezerwaty:
1. Kruszyn (leśny),
2. Hedera (florystyczny),
3. Las Minikowski,
4. Łąki Ślesińskie (florystyczny),
5. Skarpy Ślesińskie (florystyczny),
6. Borek (leśny),
7. Zielona Góra (leśny).